# Zamilknięcie
Zamilknięcie, aposjopeza (gr. ἀποσιώπησις aposiṓpēsis), retycencja (łac. reticentia) – figura retoryczna polegająca na urwaniu wypowiedzi dla pobudzenia domyślności słuchacza (czytelnika). Przedstawiając niemożność dokończenia zdania pod wpływem silnych emocji służy spotęgowaniu wrażenia odbiorcy.